# Plumonymes
Albums de Plume Latraverse
Hors-Saisons Rechut !
Plumonymes est un album de Plume Latraverse, paru en 2008.

## Listes des titres
| No  | Titre                                               | Durée |
| --- | --------------------------------------------------- | ----- |
| 1.  | Face ou pile                                        |       |
| 2.  | L'ambiance                                          |       |
| 3.  | Nez de pied                                         |       |
| 4.  | D'août temps d'été                                  |       |
| 5.  | Nous chantons                                       |       |
| 6.  | Bulles de printemps                                 |       |
| 7.  | Inéluctablement                                     |       |
| 8.  | Pas grand-chose                                     |       |
| 9.  | La ratatouille                                      |       |
| 10. | Le pas qu'on fait tout seul                         |       |
| 11. | Un d'ces beaux jours                                |       |
| 12. | Bordeaux Beach Blues (du film La Liberté en colère) |       |
| 13. | Tite Bohème                                         |       |
| 14. | Alice                                               |       |
| 15. | Prière                                              |       |
| 16. | Coupé du monde                                      |       |
| 17. | L'Édredon d'Ernest                                  |       |

## Liens
- Ressource relative à la musique :   - MusicBrainz (groupes de sorties)